# Bionda incendiaria
Bionda incendiaria (Incendiary Blonde) è un film del 1945 diretto da George Marshall.